# 刺涡蛛
刺涡蛛（学名：Octonoba spinosa），又名棘涡蛛，是蟱蛛科涡蛛属的动物，為臺灣特有種。